# Charles Peale Polk
Pour les articles homonymes, voir Polk.
Charles Peale Polk, né le 17 mars 1767 à Annapolis (Province du Maryland), mort le 6 mai 1822, est un peintre américain spécialisé dans les portraits, neveu de l'artiste Charles Willson Peale.  
Il perd ses parents dans son enfance. Il est envoyé auprès de son oncle à Philadelphie et commence à étudier les arts auprès de lui. En 1800 il occupe un poste à Washington dans la National Gallery of Art. Il réalise notamment de nombreux portraits de George Washington. Il finit ses jours dans un domaine agricole en Virginie.